# 沖縄県平和祈念財団
公益財団法人沖縄県平和祈念財団（こうえきざいだんほうじんおきなわけんへいわきねんざいだん）は、戦没者の慰霊に関する事業などを行っている公益法人。

## 概要
1957年10月16日、沖縄市町村会の設立支援により靖国神社奉賛会沖縄地方本部として設立し、同年12月1日仮事務所を那覇市波の上通りに設置し、翌1958年1月22日に那覇市久茂地町に移転。
1960年2月24日、評議会にて財団法人設立を決議され、同年5月28日に琉球政府に財団法人設立許可申請書を提出し、6月27日に前身組織である、財団法人沖縄戦没者慰霊奉賛会の設立が認可される。
1971年2月4日、事務所が那覇市内で数回移転後、糸満町字摩文仁に移転し、翌年の5月15日の沖縄返還に伴い、団体名名称を財団法人沖縄県戦没者慰霊奉賛会と改称。
現在の主な事業である平和祈念公園の清掃事業は1974年から事業委託され、同年から設立準備していた（旧）平和祈念資料館の管理運営を受託し、翌1975年6月12日に一般公開された
2006年7月1日、名称を現在の財団法人沖縄県平和祈念財団に改称した。